# 盧嫩堡 (麻薩諸塞州)
盧嫩堡（英語：Lunenburg）是一個位於美國麻薩諸塞州烏斯特縣的鎮。

## 人口
根據2020年美國人口普查的數據，盧嫩堡的面積為71.70平方千米，當中陸地面積為68.40平方千米，而水域面積為3.30平方千米。當地共有人口11946人，而人口密度為每平方千米167人。